# Aphasius
Aphasius is een geslacht van rechtvleugeligen uit de familie krekels (Gryllidae). De wetenschappelijke naam van dit geslacht is voor het eerst geldig gepubliceerd in 1878 door Saussure.

## Soorten
Het geslacht Aphasius  is monotypisch en omvat slechts de volgende soort:
- Aphasius ritsemae (Saussure, 1878)